# 102. Infanterie-Division (Wehrmacht)
Die 102. Infanterie-Division (102. ID) war ein Großverband des Heeres der Wehrmacht im Zweiten Weltkrieg.

## Geschichte

### Aufstellung
Die 102. Infanterie-Division wurde am 12. Dezember 1940 auf dem Truppenübungsplatz Groß Born als Teil der 12. Aufstellungswelle im Wehrkreis VIII (Breslau) aus Teilen der 8. Infanterie-Division und der 28. Infanterie-Division aufgestellt.
Bis zum März 1941 war die Division dem XX. Armeekorps und der 11. Armee untergeordnet, diente dann als Reserve.

### Unternehmen Barbarossa
Zu Beginn des Unternehmens Barbarossa war die Division der 9. Armee, ab Ende August 1943 der 2. Armee zugeordnet.

### Einsatzgebiete
- Deutschland: Dezember 1940 bis Juni 1941
- Ostfront, Zentralabschnitt: Juni 1941 bis Januar 1945
- Ostpreußen: Januar bis Mai 1945

### Unterstellung
- XX. Armeekorps Dezember 1940 bis März 1941
- Reserve April 1941
- II. Armeekorps Mai 1941
- XXXXII. Armeekorps Juni 1941
- XX. Armeekorps Juni bis August 1941
- XXIII. Armeekorps September 1941 bis Juli 1942
- VI. Armeekorps August 1942
- XXXIX. Panzerkorps September 1942 bis Januar 1943
- Reserve Februar 1943
- XXXIX. Panzerkorps März 1943
- XX. Armeekorps April bis Juli 1943
- XXXXVI. Panzerkorps August 1943
- LVI. Armeekorps September 1943
- XX. Armeekorps Oktober 1943 bis April 1944
- XXXX. Panzerkorps Mai bis Juni 1944
- XXIII. Armeekorps Juli 1944
- I. Kavallerie-Korps August bis Oktober 1944
- XXXXI. Armeekorps November bis Dezember 1944
- XX. Armeekorps Januar bis März 1945

Während des Russlandfeldzuges stellte die Division im Juni 1941 einen Teil des äußerst linken Nordflügels der Heeresgruppe Mitte. Sie war dem XXXXII. Armeekorps und der 9. Armee unterstellt. Am 28. Juni 1941 bildete sie zusammen mit anderen Verbänden den Kessel von Bialystok. Während des Unternehmens Taifun und der daraus resultierenden Doppelschlacht bei Wjasma und Briansk sicherte sie die nördliche Flanke des Heeresverbandes. Im Dezember 1941 erreichte sie die Seeliger See und stand bis kurz vor Kalinin. Im Januar 1942 befand sich die Division mit Verbänden des XXII. Armeekorps am Wolgastausee, als die sowjetischen 29. und 39. Armeen südwärts in Richtung Rschew rückten.

### Rschew 1942
Während der Schlacht von Rschew hatte sie den Auftrag, den Frontbogen gegen die sowjetischen Angriffe zu halten, und war an der Linie Rschew-Sytschowka in zahlreiche erbitterte Gefechte verwickelt.
Im Juli 1942 war die 102. ID im Rahmen des Unternehmens Seydlitz an der Partisanenbekämpfung beteiligt. In den Winterkämpfen der Schlacht von Rschew im Rahmen der Operation Mars stießen die deutschen Soldaten auch auf Volkswehrmilizen, die sich aus den Einwohnern der umliegenden Orte rekrutierten und zusammen mit regulären sowjetischen Streitkräften den Druck von drei Seiten auf die 9. Armee aufrechterhielten. Diese Offensive verfehlte allerdings sämtliche militärischen Ziele der sowjetischen Heeresführung und hatte große Verluste zur Folge. Am 18. Dezember 1942 hieß es im Bericht des Oberkommandos der Wehrmacht: „In wochenlangen schweren Abwehrkämpfen um Rschew hat sich die 102. (schlesische) Inf.-Div. besonders bewährt“. Anfang Januar 1943 erhielt der Divisionskommandeur General Johannes Frießner das Ritterkreuz des Eisernen Kreuzes.

### Unternehmen Zitadelle
Nach dem „Unternehmen Büffelbewegung“ im März 1943 war die Division an der Schlacht bei Kursk beteiligt und im Herbst des Jahres auf die Stärke einer Kampfgruppe reduziert.

### Eingliederung der Reste der 216. ID
Im Frühjahr 1944 nahm die Division die Überlebenden der 216. Infanterie-Division auf und integrierte sie innerhalb ihres Verbandes.

### Zerschlagung der Heeresgruppe Mitte 1944
Die Division hatte zu Beginn der Operation Bagration noch eine Grabenstärke von 1.180 und eine Infanteriestärke von 4.703 Mann. Im Sommer 1944 gelang es ihr, der Vernichtung der gesamten Heeresgruppe Mitte durch die Rote Armee in Weißrussland zu entkommen, und geriet in Ostpreußen in einen Kessel. Teile der Division brachen 1945 nach Vorpommern durch.

### Kapitulation
Als Divisionsgruppe 102 kämpften die Reste der Division, bis sie am 5. Mai 1945 vor den Alliierten kapitulierten.

## Gliederung

### Gefechtsordnung im Dezember 1940
- Infanterie-Regiment 232
- Infanterie-Regiment 233
- Infanterie-Regiment 235
- Artillerie-Regiment 104
- Aufklärungs-Abteilung 102
- Panzerjäger-Abteilung 102
- Pionier-Bataillon 102
- Nachrichten-Abteilung 102
- Nachschubtruppen

### Gefechtsordnung im Januar 1944
- Grenadier-Regiment 84
- Grenadier-Regiment 232
- Grenadier-Regiment 216
- Füsilier-Bataillon 102
- Artillerie-Regiment 104
- Pionier-Bataillon 102
- Panzerjäger-Abteilung 102
- Nachschubtruppen

## Personen

### Kommandeure
| Dienstgrad                   | Name               | Dienstzeit                                                         |
| ---------------------------- | ------------------ | ------------------------------------------------------------------ |
| Generalmajor                 | John Ansat         | 10. Dezember 1940 bis 9. Dezember 1941                             |
| Generalmajor                 | Horst Großmann     | 10. Dezember 1941 bis 21. Januar 1942                              |
| Generalmajor                 | Albrecht Baier     | 01. Februar bis 10. März 1942                                      |
| Generalmajor                 | Werner von Räsfeld | 10. März bis 30. April 1942                                        |
| Generalmajor/Generalleutnant | Johannes Frießner  | 01. Mai 1942 bis 19. Januar 1943                                   |
| Oberst                       | Otto Hitzfeld      | 20. Januar bis 31. März 1943 (mit der Führung beauftragt)          |
| Generalmajor                 | Otto Hitzfeld      | 01. April bis 4. November 1943                                     |
| Oberst                       | Werner von Bercken | 10. November 1943 bis 31. Januar 1944 (mit der Führung beauftragt) |
| Generalmajor/Generalleutnant | Werner von Bercken | 01. Februar 1944 bis 4. April 1945                                 |
| Oberst                       | Ludwig             | April 1945                                                         |

### Generalstabsoffiziere (Ia)
| Dienstgrad     | Name                                 | Dienstzeit                             |
| -------------- | ------------------------------------ | -------------------------------------- |
| Oberstleutnant | Alfred Tschirdewahn                  | Dezember 1940 bis 1941                 |
| Major          | Oskar Berger                         | 10. Oktober 1941 bis 8. August 1942    |
| Oberstleutnant | Werner Müller                        | 08. August 1942 bis 14. April 1943     |
| Oberstleutnant | Wolf von Frankenberg und Ludwigsdorf | 15. April 1943 bis 30. November 1944   |
| Oberstleutnant | Kurt Schuster                        | 15. Dezember 1943 bis 15. Februar 1944 |
| Oberstleutnant | Fritz Frenzel                        | 30. November 1944 bis 5. April 1945    |

### Sonstige Personen
- Erich Mende (1916–1998), Vorsitzender der FDP 1960/68, Stellvertreter des Bundeskanzlers 1963/66
- Franz Meyers (1908–2002), Politiker (CDU) und 1958/66 Ministerpräsident von Nordrhein-Westfalen

## Auszeichnungen
Insgesamt wurden 21 Divisionsangehörige mit dem Ritterkreuz des Eisernen Kreuzes ausgezeichnet und 112 mit dem Deutschen Kreuz in Gold.
| Dienstgrad                | Name               | Einheit                                          | Verleihungsdatum                                      |
| ------------------------- | ------------------ | ------------------------------------------------ | ----------------------------------------------------- |
| Major                     | Artur Schulz       | Bataillonskommandeur I.Btl./IR 233               | 7. August 1942                                        |
| Oberst                    | Konrad Barde       | Regimentskommandeur AR 104                       | 5. Januar 1943                                        |
| Major                     | Hans Drexler       | Kommandeur III. Btl./GR 232                      | 14. August 1943                                       |
| Hauptmann                 | Erwin Kunsch       | Bataillonskommandeur II.Btl./GR 232              | 24. November 1943                                     |
| Hauptmann                 | Alfred Pandel      | Bataillonskommandeur I.Btl./GR 84                | 19. Dezember 1943                                     |
| Major                     | Wolfgang Lampp     | Kommandeur Feldersatz-Bataillon 104              | 19. Dezember 1943                                     |
| Leutnant                  | Leo Cygan          | Zugführer 1.Kp./PiBtl. 102                       | 5. Januar 1944                                        |
| Waffenoberfeldwebel       | Karl Wolf          | GR. 84                                           | Ritterkreuz und Kriegsverdienstorden 21. Februar 1944 |
| Oberfeldwebel             | Alfred Peters      | Zugführer 14.Kp./GR [Grp.] 348                   | 3. August 1944                                        |
| Unteroffizier             | Erich Matuschewitz | 2.Kp./GR 232                                     | 30. September 1944                                    |
| Oberfeldwebel             | Walter Näfe        | Zugführer 5. Kp./GR 232                          | 4. Oktober 1944                                       |
| Gefreiter                 | Erhard Bauer       | Truppführer 1.Kp./PiBtl. 102                     | 4. Oktober 1944                                       |
| Oberleutnant              | Ernst Neumüller    | Führer 14.Panzerjäger-Kp./Div.Grp. 216           | 5. Oktober 1944                                       |
| Generalleutnant           | Werner von Bercken | Divisionskommandeur 102. ID                      | 23. Oktober 1944                                      |
| Fahnenjunker-Wachtmeister | Johann Maas        | VB 12.Bttr./AR 104                               | 25. Oktober 1944                                      |
| Major                     | Wilhelm Kilian     | Bataillonskommandeur Divisions-Füsilier-Btl. 102 | 8. Februar 1945                                       |
| Oberst                    | Fritz Klasing      | Regimentskommandeur GR 232                       | RK mit Eichenlaub 19. Februar 1945                    |
| Major                     | Erich Mende        | Regimentskommandeur GR 216                       | 28. Februar 1945                                      |
| Leutnant                  | Eberhard Schmalz   | Zugführer Panzerjäger-Kp. 1102                   | 11. März 1945                                         |
| Oberfeldwebel             | Richard Isczinski  | Zugführer 3.Kp./Divisions-Füsilier-Btl. 102      | 17. März 1945                                         |
| Oberfeldwebel             | Hermann Poppe      | Zugführer 13.Kp./GR 216                          | 23. März 1945                                         |
| Oberleutnant              | Manfred Heidrich   | Kompaniechef 2.Kp./GR 232                        | 5. April 1945                                         |